# کدو هندی
کدو هندی (نام علمی: 'Praecitrullus fistulosus) یا تیندا (Tinda)، کدو سبزی از گروه کدوییان است که به دلیل میوه نابالغش کشت می‌شود و به‌ویژه در جنوب آسیا محبوب است. کدو هندی تنها عضو از سرده Praecitrullus است. این کدو حلوایی منحصر به فرد بومی هند است و در آشپزی هندی و پاکستانی با کاری و بسیاری از غذاهای لذیذ بسیار محبوب است.
این گیاه مانند همه کدوها، پربار است و به صورت یکساله می‌روید. این گیاه همچنین خاردار با خارهای کوچک شبیه کدو سبز است. میوه آن تقریباً کروی و ۵–۸ سانتی‌متر قطر دارد. دانه‌ها را نیز می‌توان بو داده و خورد کرد. تیندا نام مستعار معروفی در میان خانواده‌های پنجابی در هند و پاکستان است. میوه‌های سبز رنگ و به اندازه سیب به شکل گرد صاف و ۵۰ تا ۶۰ گرم وزن دارند. گیاهان سرزنده، مولد هستند و ۷۰ روز پس از کاشت شروع به میوه دادن می‌کنند.
تیندا در سانسکریت "ऐभी" و "हस्तिघोषालताफलम्" نیز نامیده می‌شود. در راجستان «تیندی» نامیده می‌شود. در مراتی به آن dhemase ढेमसे می‌گویند. در هندی و مراتی به «دیل پسند» نیز می‌گویند در زبان سندی سندی: میها نامیده می‌شود).
تیندا را گاه با تندلی یا کوندرو اشتباه می‌گیرند زیرا نام‌های مشابهی از زبان‌ها و مناطق مختلف دارند. تیندا در پنجابی، هندی و بیشتر زبان‌های هندی شمالی «بچه کدو تنبل هندی» است.
تولید جهانی میوه تیندا در سال ۲۰۱۳ حدود ۱٫۳ میلیون تن برآورد شد. هند بزرگ‌ترین تولیدکننده کدو هندی است و پس از آن پاکستان و بنگلادش قرار دارند. از دیگر کشورهای تولیدکننده عمده می‌توان به چین، نپال و سریلانکا اشاره کرد.